# O Momento
O Momento era o jornal do Partido Comunista Brasileiro (PCB) no Estado da Bahia, iniciado em 1945 e extinto em 1957. Com sede em Salvador. O Momento foi criado e mantido pelos jovens comunistas baianos Aristeu Nogueira, João Falcão, Alberto Passos Guimarães, Boanerges Alves Dias, Almir Matos, João Batista de Lima e Silva, Armênio Guedes, Mário Alves e outros.
Durante o primeiro ano, foi um semanário, com sede na Av. Sete de Setembro (Ladeira de São Bento) nº 16. A primeira edição foi distribuída em 9 de abril de 1945, em tamanho tablóide com 12 páginas. Foi impresso na Imprensa Vitória, tipografia que ficava na Baixa dos Sapateiros. Os dirigentes do jornal sempre reconheceram a dedicação incansável tanto dos operários da gráfica quanto de estudantes comunistas e simpatizantes que "viravam a noite" na feitura do jornal.
No ano seguinte à sua fundação,O Momento passa a ser impresso diariamente; em 31 de março de 1946 circulou o primeiro número de O Momento - Diário do Povo. Era um jornal muito considerado pelo Comitê Central  pela sua postura editorial e qualidade dos artigos, além de ser o único jornal do Partido Comunista Brasileiro que vivia de sua própria renda, sem financiamento do Comitê Central e servia de exemplo para os outros Estados brasileiros.
O jornal procurava divulgar as atividades do Partido, desenvolver educação política de massas e aglutinar a inteligência baiana com artigos de intelectuais de esquerda ou simpatizantes, sendo também um jornal de notícias. Fazia parte do plano de estímulo à Imprensa Popular, adotada não só pelo PCB, mas por partidos comunistas de vários países em um esforço para transformar o Partido Comunista em um partido de massas. No Brasil, o Comitê Central coordenava 8 jornais nas principais capitais do país, tinha uma agência de notícias (Interpress) para distribuição de informações de publicações do Partido em todo o território nacional, inclusive distribuindo material para pequenos jornais do interior.  O objetivo principal era cumprir a determinação marxista leninista de divulgação dos ideais comunistas, formação de quadros, transformação social e tomada do poder. A Interpress divulgava, constantemente, boletins dirigidos aos jornais ligados ao Partido, com orientações, diretrizes políticas e editoriais; notícias nacionais e internacionais, artigos, crônicas além de orientações de como melhor editar esse material.
O Momento sofreu várias perseguições, incluindo dois empastelamentos: maio de 1947 e em 1953. O principal responsável pela sobrevivência do jornal, inclusive doando dinheiro e mantendo as finanças do Diário, foi Aristeu Nogueira, que desde o lançamento em 1945, manteve-se à frente de O Momento, reconstruindo-o após cada invasão, sendo ele próprio preso várias vezes. Vários jornais do Partido deixaram de existir ou diminuiram drasticamente suas publicações, no final dos anos quarenta início dos cinquenta e a continuidade e sucesso de O Momento se deve, além da atuação determinada de Aristeu Nogueira, ao fato de ter adquirido impressora e linotipo, equipando-se com máquinas e oficina própria.

## FONTES
1. Jornalismo político dos comunistas no Brasil: diretrizes e experiências da “Imprensa Popular” - Sonia Serra, UFBA
2. O Momento: história de um jornal militante. Sonia Serra, Dissertação de Mestrado. Salvador, UFBA, 1987
3. Livro: Giocondo Dias - a vida de um revolucionário - João Falcão, Rio de Janeiro, Agir, 1993
4. Livro: Adorável Comunista - história política charme e confidências de Fernando Sant'Ana - Antonio Risério, Rio de Janeiro, Versal Editores, 2002
5. Livro: O Partido Comunista que eu Conheci - João Falcão, Rio de Janeiro, Civilização Brasileira, 1988
6. Jornal: O Momento Comunista - (Centro de Documentação e Memória da UNESP)]
7. O Momento - Diário do Povo. João da Costa Falcão, Almir Matos e Boanerges Alves Dias, Salvador, 1946.